# 최철원
최철원(崔哲源, 1969년 5월 5일 ~ )은 마이트 앤 메인 대표이사 사장을 지낸 대한민국의 기업인이다.

## 생애
SK그룹의 창업자 최종건, SK그룹의 선대회장 최종현의 조카이며, 대한민국 해병대 병 690기 병사로 복무하여 병역 의무를 이행하였다.

## 사건

### 노동자 폭행
최철원은 2010년 10월 SK 본사 앞에서 시위를 해오던 탱크로리 운전 기사를 자신의 사무실로 불러내 알루미늄 야구 방망이 등으로 폭행하여 전치 2주의 부상을 입혔다. 이 사실이 2010년 11월 28일에 방영된 MBC의 《시사매거진 2580》에서 보도되었는데, 특히 맞은 대가를 2000만원으로 받겠다는 각서를 쓰게 했다는 것이 밝혀지면서 큰 비난 여론이 일었다. 이 사건의 담당검사는, 집행유예가 확정된 후에 SK전무로 입사한다. 11월 30일 경찰에 고발된 뒤로, 경찰은 수사를 시작하면서 출국 중인 최철원에게 입국 통보를 하였다. 서울중앙지방법원은 2011년 2월 8일 그에게 1년 6월 징역을 선고하였다. 항소심 재판부(재판장 양현주)는 징역 1년6월에 집행유예 3년, 사회봉사 120시간으로 형량을 줄여 판결하였다. “사회적 지탄을 받은 점”이 감형 이유라는 재판부의 판단은 논란을 일으켰다.
이밖에도 직원과 집 근처의 이웃들을 상습적으로 폭행•위협해 왔다는 사실이 여러 매체에 보도되었다.